# Оракл-арена

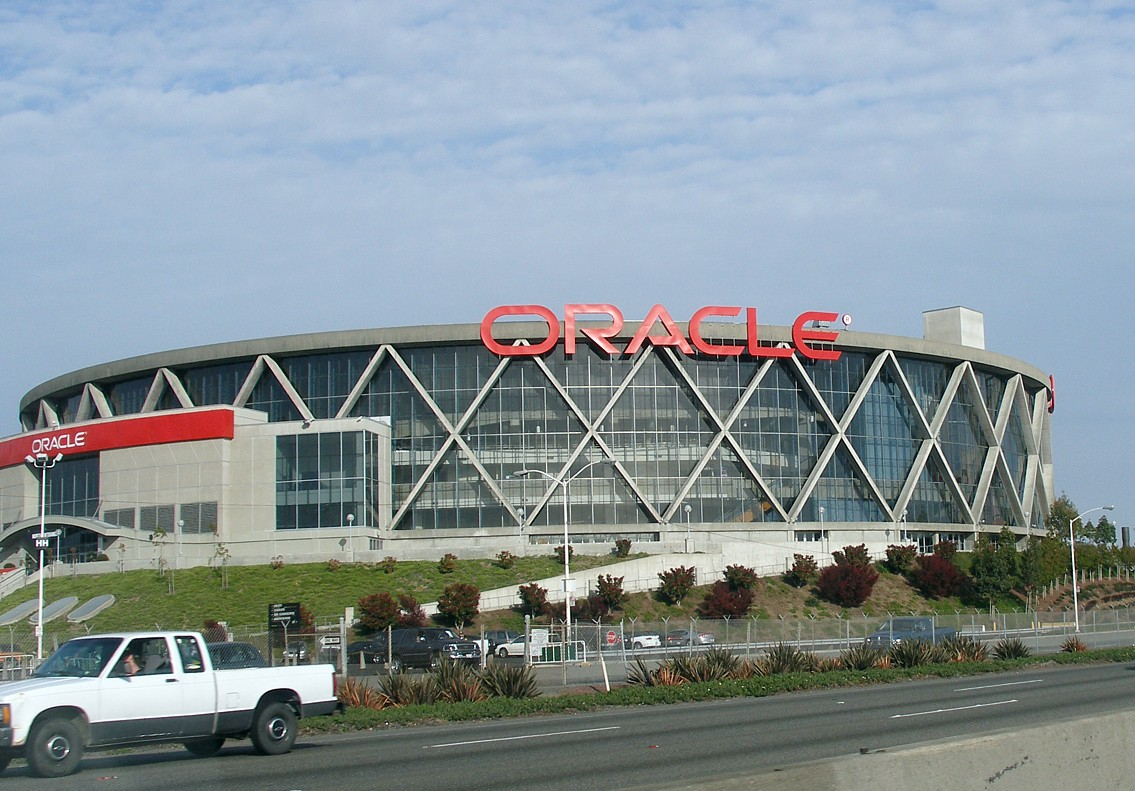
Оракл-арена

«Оракл-арена» (англ. Oracle Arena) — спортивний комплекс у Окленді, відкритий у 1966 році. Місце проведення міжнародних змагань з кількох видів спорту і домашня арена для команди Голден-Стейт Ворріорс, НБА.

## Місткість
- Баскетбол — 19 596